# アーチェリー世界選手権
アーチェリー世界選手権は世界アーチェリー連盟が開催するアーチェリーの世界最高峰の大会。
競技形式により次の大会が開催されている。
- アウトドアターゲットアーチェリー（World Archery Championships
- フィールドアーチェリー（World Archery Field Championships）
- インドアアーチェリー（World Archery Indoor Championships）

## 開催地

### アウトドア
- 1931年： ポーランド・リヴィウ
- 1932年： ポーランド・ワルシャワ
- 1933年： イギリス・ロンドン
- 1934年： スウェーデン・バスタッド
- 1935年： ベルギー・ブリュッセル
- 1936年： チェコスロバキア・プラハ
- 1937年： フランス・パリ
- 1938年： イギリス・ロンドン
- 1939年： ノルウェー・オスロ
- 1946年： スウェーデン・ストックホルム
- 1947年： チェコスロバキア・プラハ
- 1948年： イギリス・ロンドン
- 1949年： フランス・パリ
- 1950年： デンマーク・コペンハーゲン
- 1952年： ベルギー・ブリュッセル
- 1953年： ノルウェー・オスロ
- 1955年： フィンランド・ヘルシンキ
- 1957年： チェコスロバキア・プラハ
- 1958年： ベルギー・ブリュッセル
- 1959年： スウェーデン・ストックホルム
- 1961年： ノルウェー・オスロ
- 1963年： フィンランド・ヘルシンキ
- 1965年： スウェーデン・ヴェステロース
- 1967年： オランダ・アメルスフォールト
- 1969年： アメリカ合衆国・バレーフォージ
- 1971年： イギリス・ヨーク
- 1973年： フランス・グルノーブル
- 1975年： スイス・インターラーケン
- 1977年： オーストラリア・キャンベラ
- 1979年： 西ドイツ・西ベルリン
- 1981年： イタリア・プンタアラ
- 1983年： アメリカ合衆国・ロサンゼルス
- 1985年： 韓国・ソウル
- 1987年： オーストラリア・アデレード
- 1989年： スイス・ローザンヌ
- 1991年： ポーランド・クラクフ
- 1993年： トルコ・アンタルヤ
- 1995年： インドネシア・ジャカルタ
- 1997年： カナダ・ビクトリア
- 1999年： フランス・リヨン
- 2001年： 中国・北京市
- 2003年： アメリカ合衆国・ニューヨーク州
- 2005年： スペイン・マドリード
- 2007年： ドイツ・ライプツィヒ
- 2009年： 韓国・蔚山
- 2011年： イタリア・トリノ
- 2013年： トルコ・アンタルヤ
- 2015年： デンマーク・コペンハーゲン
- 2017年： メキシコ・メキシコシティ
- 2019年： オランダ・スヘルトーヘンボス
- 2021年： アメリカ合衆国・ヤンクトン

### フィールド
| 回 | 年   | 都市                   | 国               |
| -- | ---- | ---------------------- | ---------------- |
| 1  | 1969 | Valley Forge           | アメリカ合衆国   |
| 2  | 1971 | カーディフ             | イギリス         |
| 3  | 1972 | ゴリツィア             | イタリア         |
| 4  | 1974 | ザグレブ               | ユーゴスラビア   |
| 5  | 1976 | モルンダル             | スウェーデン     |
| 6  | 1978 | ジュネーヴ             | スイス           |
| 7  | 1980 | パーマストンノース     | ニュージーランド |
| 8  | 1982 | Kingsclere             | イギリス         |
| 9  | 1984 | ヒュヴィンカー         | フィンランド     |
| 10 | 1986 | Radstadt               | オーストリア     |
| 11 | 1988 | ボルツァーノ           | イタリア         |
| 12 | 1990 | Loen                   | ノルウェー       |
| 13 | 1992 | Margraten              | オランダ         |
| 14 | 1994 | Vertus                 | フランス         |
| 15 | 1996 | クランスカ・ゴーラ     | スロベニア       |
| 16 | 1998 | オーバーグルグル       | オーストリア     |
| 17 | 2000 | コルティナダンペッツォ | イタリア         |
| 18 | 2002 | キャンベラ             | オーストラリア   |
| 19 | 2004 | Plitvice               | クロアチア       |
| 20 | 2006 | ヨーテボリ             | スウェーデン     |
| 21 | 2008 | Llwynypia              | イギリス         |
| 22 | 2010 | ヴィシェグラード       | ハンガリー       |
| 23 | 2012 | バルディゼール         | フランス         |
| 23 | 2014 | ザグレブ               | クロアチア       |
| 24 | 2016 | ダブリン               | アイルランド     |
| 25 | 2018 | コルティナダンペッツォ | イタリア         |
| 26 | 2020 | ヤンクトン             | アメリカ合衆国   |

### インドア
| 回 | 年   | 都市           | 国             |
| -- | ---- | -------------- | -------------- |
| 1  | 1991 | オウル         | フィンランド   |
| 2  | 1993 | ペルピニャン   | フランス       |
| 3  | 1995 | バーミンガム   | イギリス       |
| 4  | 1997 | イスタンブール | トルコ         |
| 5  | 1999 | ハバナ         | キューバ       |
| 6  | 2001 | フィレンツェ   | イタリア       |
| 7  | 2003 | ニーム         | フランス       |
| 8  | 2005 | オールボー     | デンマーク     |
| 9  | 2007 | イズミル       | トルコ         |
| 10 | 2009 | ジェシュフ     | ポーランド     |
| 11 | 2012 | ラスベガス     | アメリカ合衆国 |
| 12 | 2014 | ニーム         | フランス       |
| 13 | 2016 | アンカラ       | トルコ         |
| 14 | 2018 | ヤンクトン     | アメリカ合衆国 |